# Нил, Ингрид
Ингрид Нил (англ. Ingrid Neel; род. 16 июня 1998, Ойстер-Бей, Нью-Йорк) — эстонская профессиональная теннисистка, до 2023 года выступавшая за США. Победительница четырёх турниров WTA в парном разряде.

## Спортивная карьера
В 2014—2016 годах стала победительницей двух турниров ITF в одиночном разряде.
В 2015—2023 годах стала победительницей ещё тринадцати турниров ITF в парном разряде.
В апреле 2021 года в Боготе (Колумбия) стала победительницей турнира WTA 250 Copa Colsanitas в парном разряде вместе с француженкой Эликсан Лешемия, где в финале они победили пару Михаэла Бузарнеску и Анна-Лена Фридзам со счётом 6-3, 6-4.

### 2023—2024
В начале июля 2023 года участвовала на Уимблдонском турнире в парном разряде, где вместе с американкой Эммой Наварро в первом раунде соревнований проиграла Кэролайне Доулхайд и Чжан Шуай.
В начале июня 2024 года вместе с норвежской тенниской Ульрикке Эйкери дошла до третьего раунда парного разряда Открытого чемпионата Франции, где она проиграла Мирре Андреевой и Вере Звонарёвой со счётом 3-6, 2-6.
В середине июня 2024 года вместе с голландской тенниской Бибианой Схофс стала победителем в парном разряде турнира в Хертогенбосе (Нидерланды), где она в финале победила Оливию Николлс и Терезу Михаликову со счётом 7-6, 6-3.

## Итоговое место в рейтинге WTA по годам
| Год  | Одиночный рейтинг | Парный рейтинг |
| 2023 | —                 | 39             |
| 2022 | 1356              | 82             |
| 2021 | 878               | 95             |
| 2020 | 705               | 130            |
| 2019 | 670               | 143            |
| 2018 | 707               | 170            |
| 2017 | 766               | 457            |
| 2016 | 673               | 147            |
| 2015 | 580               | 273            |
| 2014 | 815               | 1145           |

## Выступления на турнирах

### Финалы турнировWTAв парном разряде (5)

#### Победы (4)
| Легенда:                    |
| --------------------------- |
| Турниры Большого шлема (0)* |
| Олимпиада (0)               |
| Итоговый турнир WTA (0)     |
| WTA 1000 (0)                |
| WTA 500 (0+1)               |
| WTA 250 (0+3)               |

| Титулы по покрытиям | Титулы по месту проведения матчей турнира |
| ------------------- | ----------------------------------------- |
| Хард (0+1)*         | Зал (0)                                   |
| Грунт (0+1)         | Зал (0)                                   |
| Трава (0+2)         | Открытый воздух (0+4)                     |
| Ковёр (0)           | Открытый воздух (0+4)                     |

* количество побед в одиночном разряде + количество побед в парном разряде.
| №  | Год              | Турнир                    | Покрытие | Партнёр         | Соперницы в финале                   | Счёт              |
| 1. | 10 апреля 2021   | Богота, Колумбия          | Грунт    | Эликсан Лешемия | Михаэла Бузарнеску Анна-Лена Фридзам | 6-3 6-4           |
| 2. | 18 июня 2023     | Ноттингем, Великобритания | Трава    | Ульрикке Эйкери | Хэрриет Дарт Хезер Уотсон            | 7-6(6) 5-7 [10-8] |
| 3. | 30 сентября 2023 | Токио, Япония             | Хард     | Ульрикке Эйкери | Макото Ниномия Эри Ходзуми           | 3-6 7-5 [10-5]    |
| 4. | 16 июня 2024     | Хертогенбос, Нидерланды   | Трава    | Бибиана Схофс   | Тереза Михаликова Оливия Николлс     | 7-6(6) 6-3        |

#### Поражение (1)
| №  | Дата           | Турнир             | Покрытие    | Партнёрша  | Соперницы в финале                | Счёт           |
| 1. | 21 апреля 2024 | Штутгарт, Германия | Грунт (зал) | Ингрид Нил | Вероника Кудерметова Чжань Хаоцин | 6-4 3-6 [2-10] |